# دونستان فيلا
دونستان فيلا (بالإنجليزية: Dunstan Vella)‏ هو لاعب كرة قدم مالطي في مركز الوسط، ولد في 27 أبريل 1996. لعب مع نادي هيبرنيانز.

## وصلات خارجية
- دونستان فيلا على موقع الاتحاد الأوربي (الإنجليزية)
- دونستان فيلا على موقع قاعدة بيانات كرة القدم.إي يو (الإنجليزية)
- دونستان فيلا على موقع ناشيونال فوتبول تيمز (الإنجليزية)
- دونستان فيلا على موقع Soccerway.com (الإنجليزية)